# 國泰路 (高雄市)
國泰路（Guotai Rd.）為高雄市鳳山區的主要道路，起端銜接維武路，續接澄清路可通往三民區、鳥松區，共分為二段，五甲一路為分段點。為往來高雄市鳳山區以及三民區、鳥松區的重要道路。

## 行經行政區域
- 鳳山區
- 苓雅區

## 分段
國泰路共分成兩段：
- 一段：東起於王生明路、鳳頂路口接維武路，西於五甲一路口接二段。
- 二段：東於五甲一路口接一段，過南京路、議會路口後轉為南北向，北於自由路、三多一路口接澄清路。

## 沿線設施
（由東至西）
- 國泰路一段：
  - 全聯福利中心鳳山國泰店
  - Gogoro換電站 全聯鳳山國泰店站
  - 國泰公園
  - 鳳山台糖假日花市
  - 鳳山溪國泰橋
  - 八仙公園
  - 鎮南宮仙公廟
  - 皇家金宸大飯店
- 國泰路二段：
  - 鳳山區兒童早期療育發展中心
  - 高雄巿鳳山區忠孝國民小學
  - 高雄地方法院鳳山簡易庭
  - 高雄市稅捐稽徵處
  - 高雄市議會
  - 七七抗戰紀念碑
  - 衛武營國家藝術文化中心

## 公車資訊
| 編號 | 經營業者 | 區間                               | 備註 |
| ---- | -------- | ---------------------------------- | ---- |
| 25   | 統聯客運 | 瑞豐站－歷史博物館                 |      |
| 30   | 港都客運 | 小港站－長庚醫院                   |      |
| 橘8  | 港都客運 | 建軍站（捷運衛武營站）－過埤派出所 |      |

## 公共自行車
- 高雄市公共自行車租賃系統：
  - 鳳頂國泰路口：國泰路一段2號
  - 中山公園：誠義路/國泰路一段東南側
  - 八仙公園：國泰路一段/和興街口東側
  - 市議會(新址)：國泰路二段136號南側
  - 國泰青年路口：國泰路二段/青年路口東北側
  - 國泰五權南路口：國泰路二段/五權南路(西南側)

## 相關連結
- 高雄市主要道路列表